# 手天童子
《手天童子》是日本漫畫家永井豪創作的奇幻漫畫，在講談社《週刊少年Magazine》1976年9月5日号到1978年4月30日号連載。1989年發行OVA。

## 劇情大綱
柴龍一郎和他的女友京子正準備結婚，兩人被捲入鬼的鬥爭之中。戰鬼請他們照顧一個1歲的嬰兒，並表示15年後會將嬰兒帶回。與龍一郎相識甚久的僧侶認為這是上天賜予的孩子，便將嬰兒取名為「手天童子郎」，而做為兩人的養子，他平常則被稱為柴子郎。柴子郎從小十分聰穎，長到15歲後更是英俊美少年，他時常會夢到惡鬼，雙親表達了願意不惜性命守護他、不讓他被鬼帶走的決心。
白鳥美雪是與子郎同校的美女學生，某日她不慎招惹校內不良團體「結命黨」，子郎出手相助，讓美雪對他十分傾慕。之後結命黨強擄美雪，結命黨盟主利用自己身為鬼的異能複製美雪的相貌，並引誘子郎落入陷阱。在千鈞一髮之際，子郎被長期暗中守護自己的護鬼所救，與美雪一同平安歸來。子郎從父親那裏聽聞了役行者的傳說，而他的力量也日漸驚人，他認為這樣的自己不該再與美雪有瓜葛，便回絕她的愛意，這讓美雪的哥哥勇輔大發雷霆，但勇輔在知道子郎是鬼後，認為這非常刺激，便決定和他的夥伴一起協助子郎戰鬥。
暗黑邪神教是信奉鬼獄界創造主「死夜邪來」的宗教，依據教內世代相傳的鬼獄曼陀羅顯示，手天童子是該教的頭號敵人。邪神教的法師鬼谷展開攻勢，派出爭魔眾和幻魔眾攻擊手天童子和他的夥伴，手天童子一度逼退鬼谷，但鬼谷以美雪和京子做人質逼他們再戰。經過連串激戰，他們擊敗了爭魔眾、幻魔眾以及鬼界四天王，而另一個守護手天童子的鬼，亦即15年前將手天童子帶來人間的戰鬼也加入戰局，他還闡述了鬼獄界的由來以及手天童子誕生的過程。
在暗黑邪神教宗主魔邪利的強烈攻擊下，手天童子的夥伴全部犧牲，但魔邪利打不過手天童子，只好將他的母親京子獻祭給死夜邪來，死夜邪來的神像顯現出另一個形象，而這個形象神似京子，讓魔邪利錯愕並顯露破綻，被手天童子消滅。約定的15年時刻已到，戰鬼強行帶走了手天童子，並把哀求著要一同前往的美雪一起帶走。京子因為失去孩子而陷入瘋狂，她被送入精神病院，不斷在牆上畫著鬼怪圖像洩恨。
手天童子被帶走後進入了宇宙，過了一百多年，西元2100年，太空船愛德華號在宇宙中執行尋找太陽系外生命的任務，他們發現神秘太空船和鬼駕駛員並與之交戰。手天童子出手救了愛德華號，並表示希望他們帶自己回地球。愛德華號抵達了鬼的星球，發現這個星球因為不斷發動戰爭，已經被其他星球的文明視為公敵並將之消滅，之後愛德華號回到地球。另一方面，美雪和戰鬼、護鬼進入平安時代末期，為了讓手天童子知道自己所處的時代，戰鬼在京都各地出沒，留下「大江山的手天童子」傳說，希望能成為歷史記載並引起手天童子注意，但他們的行動也引起源賴光關注，源賴光率領討伐隊，討伐「手天童子」。
身在未來的手天童子注意到此傳說，便透過當時的科技回到平安時代，但他也被鐵凱薩盯上。鐵凱薩的父親是爭魔眾之一，當年敗給手天童子並遭殺害，鐵凱薩為報殺父之仇，也回到平安時代。源賴光遇見了回到過去的手天童子，對他能徒手制伏熊的本領很佩服，便將他納入討伐隊並取名為坂田金時，在討發旅途中，手天童子與美雪重逢。而鐵凱薩的身體無法承受時空轉移，讓他扭曲成為一個有著鬼頭形象的怪物，這個怪物被源賴光當作「大江山的手天童子」，並遭手天童子消滅。之後手天童子、美雪和戰鬼、護鬼離開平安時代，進入鬼獄界。
京子的精神狀況日漸瘋狂，為了轉移注意，龍一郎在牆上畫了嬰兒圖像。因為擔心嬰兒被牆上其它鬼傷害，京子在嬰兒旁邊畫了龍一郎的畫像保護嬰兒，但此畫像越畫越像護鬼。龍一郎驚覺這幅圖與鬼獄界的由來以及手天童子誕生的過程十分相似，斷定這幅圖與鬼獄界相關。為了拯救妻子，龍一郎拿大錘敲碎牆壁，而鬼獄界也因此天搖地動。手天童子進到鬼獄界深處並找到死夜邪來，得知死夜邪來便是京子，死夜邪來表示牆上的鬼畫影響了另一個次元世界，進而創造鬼獄界。在鬼獄界隨著牆壁被毀而消滅後，京子的精神狀況也恢復正常。
之後，護鬼回到平安時代與當時的女子成家，他們的後代成為與手天童子一同對抗爭魔眾和幻魔眾的夥伴；戰鬼帶走其它殘存的鬼一同前往外星球建立文明，但他們因為本性因為好鬥，最終遭到消滅；手天童子和美雪則回到原本世界，與龍一郎和京子重逢。

## 主要登場人物
手天童 子郎（しゅてんどう じろう）
声：堀川亮
柴 竜一郎（しば りゅういちろう）
声：池水通洋
柴 京子（しば きょうこ）
声：高木早苗
白鳥 美雪（しらとり みゆき）
声：島本須美

## 単行本
- KCマガジン 全9巻 1977年 講談社刊
- KCスペシャル 全5巻 1985年 講談社刊
- 豪華愛蔵版 全6巻 1988年 講談社刊
- 扶桑社文庫 全6巻 1996年 扶桑社刊
- 講談社漫画文庫 全4巻 2001年 講談社刊

## 动画
- OVA 全4巻 日本古伦美亚

### 人员
- 監督：西村純二（1,2話）、川越淳（3話）、須藤昌朋（4話）
- 脚本：十川誠志
- 作画監督：本橋秀之（1,2話）、平山智・須藤昌朋（3,4話）
- 音楽：安西史孝
- 美術監督：松宮正純
- 撮影監督：細野正
- 音響監督：山崎あき
- 动画制作：スタジオシグナル

### 副标题
1. 憑鬼の章（1989年12月21日発売）
2. 降魔の章（1990年7月1日発売）
3. 鉄鬼の章（1991年3月1日発売）
4. （完結編）鬼獄の章（1991年12月21日発売）